# Montesz Alapítvány
A Montesz Alapítvány olyan intézmények támogatására jött létre Magyarországon, melyek a Maria Montessori által meghonosított nevelési módszereket igyekeznek pedagógiájukban megvalósítani.

## Történet és misszió
A Montesz Alapítvány először 2004-ben Hollandiában alakult meg, Strausz Eszter révén. Fő célja volt, hogy Magyarországon a kétnyelvű, Montessori-módszerrel működő oktatást támogassa. Majd két évvel később itthon is bejegyzésre került az alapítvány. A közvetlen támogatás mellett a célok között megtaláljuk olyan hazai óvodák és alapfokú oktatási intézmények létrehozását is, melyek sikeresen adaptálják a Montessori-pedagógiát. Az alapítvány elősegíti hazai intézmények és külföldi, elsősorban holland hasonló alapelvek mentén működő intézmények kapcsolatépítését, annak érdekében, hogy a magyar óvodák és iskolák szakmai, valamint pénzügyi támogatásban is részesülhessenek a holland partnerektől.